# Ухитилова, Мария

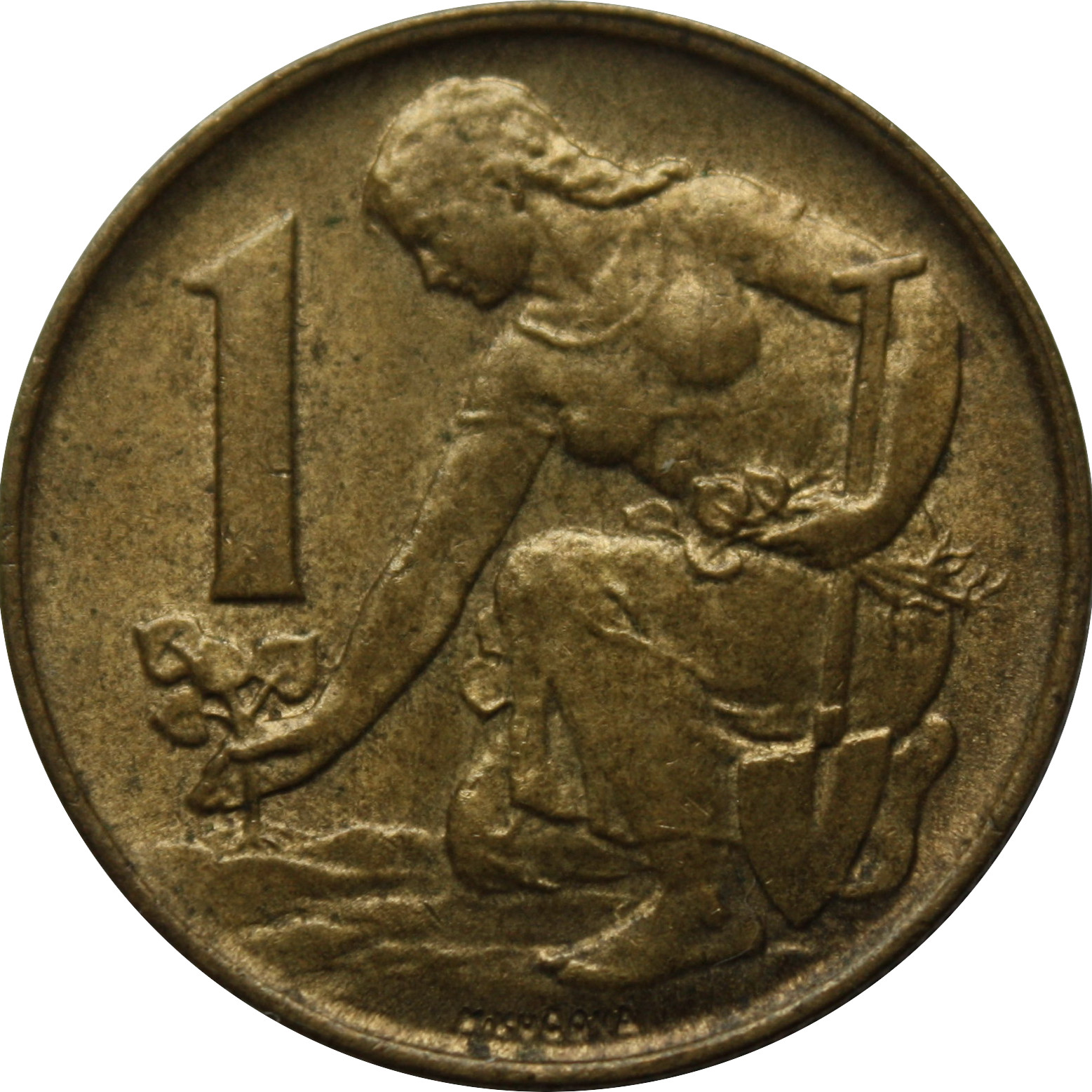
Монета номиналом в одну чехословацкую крону, дизайн Марии Ухитиловой

Мария Ухитилова-Кучова (чеш. Marie Uchytilová-Kučová; 17 января 1924, Краловице — 16 ноября 1989, Прага) — чешский скульптор и медальер. К наиболее известным её работам относятся Памятник детям — жертвам войны в Лидице и дизайн монеты номиналом в одну чехословацкую крону, находившейся в обращении с 1957 по 1993 год.

## Биография
Мария Ухитилова родилась в городе Краловице (Чехословакия) в семье клерка. С 1945 по 1950 год она училась у скульптора и гравёра Отакара Шпаниеля в пражской Академии изобразительных искусств. В 1956 году Ухитилова выиграла публичный конкурс на разработку дизайна монеты номиналом в одну чехословацкую крону. При этом в фигуре молодой женщины, изображённой на её монете, угадывается Бедришка Сынкова, политическая заключённая, удерживавшаяся коммунистическими властями. Ухитилова-Кучова преподавала в Пражской художественной школе имени Вацлава Холлара (административный район Прага 3). Она умерла в Праге 16 ноября 1989 года.
В 2018 году Марии Ухитиловой было присвоено звание почётного гражданина города Пльзень.

## Памятник детям — жертвам войны
В конце 1960-х годов по собственной инициативе Ухитилова и её муж Иржи В. Гампль начали работу над памятником детям Лидице, чешской деревни, разрушенной нацистами во время Второй мировой войны. Они изобразили 82 ребёнка, убитых в лагере смерти в польском городе Хелмно. Ухитилова решила не изображать реальных детей города, так как намеревалась почтить память всех детей, ставших жертвами войны. Скульптор умерла в 1989 году, за день до Бархатной революции, и её работа осталась незаконченной. В 1990-х годах датский город Альбертслунн и другие спонсоры, в преимущественно иностранные инвесторы, пожертвовали деньги на отливку скульптуры из бронзы. Первые 30 статуй были установлены в Лидице в 1995 году, а последние — 10 июня 2000 года, через 30 лет после того, как Ухитилова начала свою работу, и через 11 лет после её смерти. Скульптуры детей выходят обращены лицом к братским могилам в Лидице.
В 2013 году президент Чехии Милош Земан назвал его «самым красивым и печальным мемориалом, который он когда-либо видел», удостоив Ухитилову посмертной награды.

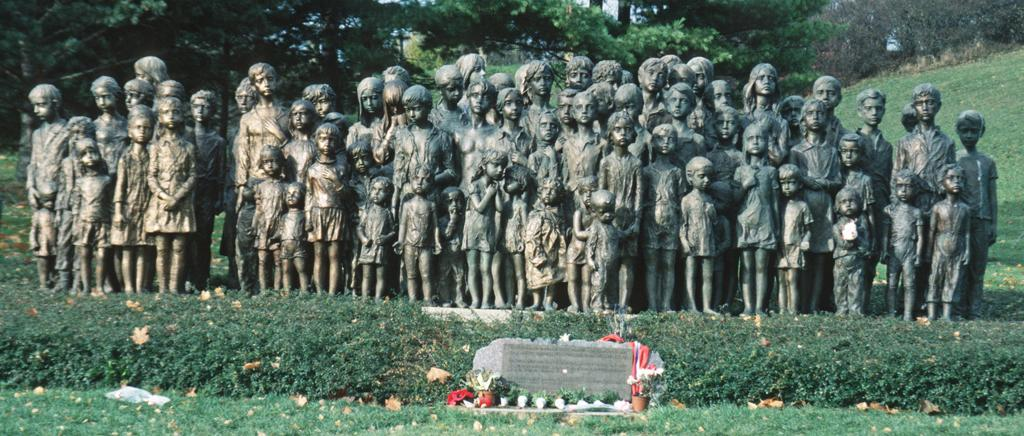